# Autopista

Spaans autopistabord.

Een autopista is in het Spaans een woord of aanduiding voor een type autosnelweg. Autopistas zijn te vinden in veel Spaanstalige landen, zoals Mexico, Chili, Cuba, Venezuela en Argentinië.
In Spanje is de snelweg vergelijkbaar met een autovía, maar de eerste biedt meer mogelijkheden en ook wordt er tol geheven.

## Wegkarakteristieken
- Weg wordt gescheiden door een ruime middenberm.
- Weg heeft ten minste twee rijstroken in beide richtingen.
- Weg heeft altijd een vluchtstrook.
- Kortere afstanden tussen verzorgingsplaatsen
- Op- en afritten zijn aan de rechterkant, zodat het in- en uitvoegen veilig verloopt.

Autopistas zijn aangelegd op speciaal ontworpen routes, terwijl autovías over het algemeen verbeteringen zijn van bestaande wegen. Hierdoor hebben autopistas veel veiliger toegangswegen. Op beide snelwegen geldt een maximumsnelheid van 120 km/uur. De toltarieven zijn meestal ingedeeld naar type voertuig, maar ook in Spanje bestaat een soort elektronische tolkaart, telepeaje genoemd.